# Агармиш
Агарми́ш (крим. Ağarmış, Агъармыш) — гірський масив у Криму, найсхідніша частина Головного пасма Кримських гір, пам'ятка природи республіканського значення (з 1975 року). Розташовується поруч із містом Старий Крим.

## Загальна інформація
Найвища точка — гора Великий Агармиш (висота 722,5 м). Це окремий масив, що тягнеться з південного заходу на північний схід, довжиною близько восьми кілометрів. Має кілька вершин: г. Великий Агармиш (722,5 м), г. Лисий Агармиш (точна висота невідома через кар'єрні роботи), г. Малий Агармиш (665 м), г. Шпиль (491 м), г. Фантальна (413 м), г. Боченко (425 м).

## Топоніміка

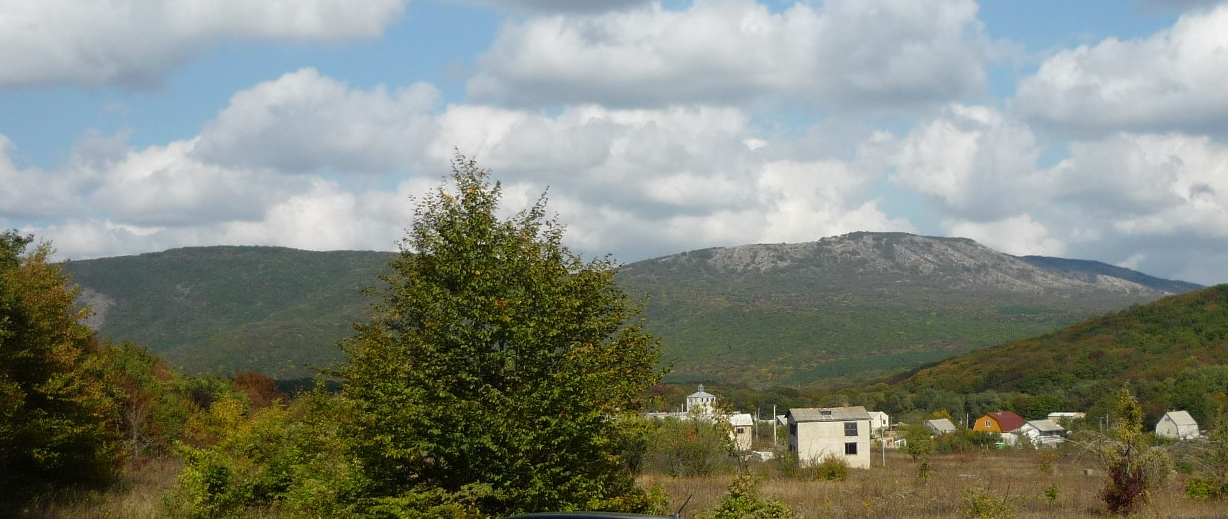
Масив Агармиш (вид із Лісової Галявини); зліва г. Шпиль, праворуч г. Великий Агармиш, за ним видно вкриту лісом г. Малий Агармиш

Масив Агармиш (з крим. ağarmış — «побілілий», «зблідлий», «посивілий») має й інші назви: Великий Агармиш, Агерміш, Агірміш-Даги. Причиною могла бути засніженість масиву чи його бляклість після сходження снігу.
- Лисий Агармиш (Таз-Агармиш) (кримськотатарською таз означає «лисий»).
- Малий Агармиш (Хадир-Оба, Кадріон, Османчузька гора; Хадир — чоловіче ім'я, Османчик — колишня назва села Холодівка). Із заходу до Агармишу примикають гори Бака-Таш і двовершинний Яман-Таш — Великий і Малий (кримськотатарською мовою baqa — «жаба», yaman — «поганий», «злий», taş — «камінь»).

## Історія та Агармиш
У долині під Агармишем в 1956–1959 роках експедиція Т. Кругликової (АН СРСР) з Москви знайшла стоянку первісної людини, її вік 50-70 тис. років. На зустрічі з жителями міста Старий Крим, професор М. Крамаровський сказав, що вже 14 000 років тут постійно живуть люди. У середні століття від водозбірних галерей Агармиша в долину до міста Солхат були проведені глиняні водопроводи. Таким чином Агармиш сприяв процвітанню середньовічного міста. Частина «галерейки» (так називають місцеві жителі старовинний галерейний водопровід) функціонує досі. На самому Агармиші збереглися залишки кріпосної стіни давнього Солхату. Саме звідси починав свою топографічну зйомку О. Бертьє-Делагард в 1925 р. для визначення меж стародавнього міста.

## Печери Агармишу
Агармиш — класичний карст середземноморського типу. Вода, розчиняючи верхньоюрські вапняки, утворює різноманітні гроти, колодязі, шахти, печери.

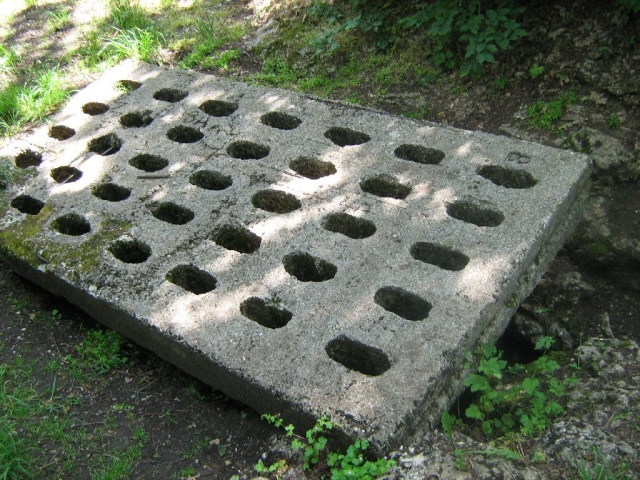
«Бездонний колодязь»

- Печера «Бездонний колодязь» (колодязь Чингіз-хана, Хулах-ерним (вухо землі). Вхід до печери закритий залізобетонною плитою. Під час дослідження в 1964 році була визначена глибина (42 м), ширина дна (10,4 м х 5,7 м) та наявність газу на глибині. За високим вмістом вуглекислого газу і метану Бездонна — єдина в Криму. Середня температура +8 °C. Належить до першого класу складності і важкодоступності.
- Печера «Глибока» — найбільша. Вища категорія складності. Закрита для відвідування.
- Печера «Драконова нора». Розташована над Дерипнольною балкою Великого Агармишу. Тут у 1941–1983 рр. ленінградськими археологами було знайдено таврське святилище.
- Печера «Заяча нора» довжина 5 метрів, глибина 1 метр.
- Печера «Кам'яний мішок» має глибину 6 метрів.
- Печера «Комарина» довжина 10 метрів.
- Печера «Лисячий хвіст». Розташована у Вовчому яру. У 1905 р. в ній була друкарня соціал-демократів, в 1943 р. тут був партизанський склад зброї.
- Печера «Ломоносова» — найдовша. Глибина 120 метрів. Відкрита в 1986 році. Вища категорія складності. Закрита для відвідування.
- Печера «Ведмеже вухо» має розміри 3х4 метра, але в ній постійно холодне повітря.
- Печера «Маска» довжина від входу близько 10 метрів, глибина — 2 метри. Розташована у Вовчому яру. Наскельні малюнки у вигляді масок підтверджують, що це місце було святилищем таврів. Належить до другої категорії складності.
- Печера «Павукова» розташована на північному схилі Агармишу.
- Печера «Погріб» розташована на горі Шпиль (навпроти Грушівки біля Сімферопольського кар'єру). У 1861 р. тут був знайдений скарб із коштовностями.
- Печера «Стогнуча» глибина 42 метри. Постійно падаючі зі стелі краплі створюють звуки схожі на стогін. На дні є озеро глибиною 0,5 метри. Печера важкодоступна і важкопрохідна.

## Агармиський ліс
Агармиському лісу понад 200 років. У 1964 році оголошений заповідним. Бук, дуб, граб — основна складова Старокримського лісу. У тому ж 1964 році кримський бук, також взято під охорону. Тут зустрічається рідкісний вид граба — граб східний, що росте в основному у вигляді кущових форм. Зустрічається 2 різновиди дуба: пухнастий і скельний.
На Агармиші можна простежити межу між областями виростання двох видів бука: східного і лісового, які в результаті природної гібридизації утворюють багато перехідних форм. Також тут можна зустріти ясен, в'яз, липу, клен, а з кущів — кизил, ліщину, глід, скумпію. Південний схил Агармишу досить щільно вкритий заростями, що складаються з ялівцю пірамідального, барбарису, терну, шипшини, ожини. Ялівець високий і пролісок складчастий є реліктами третинного періоду.
А в самому низу цього схилу, відразу за трасою Сімферополь— Керч, розташований великий штучний сосновий бір, висадження якого почалася ще до Другої Світової війни і була продовжена після її закінчення.

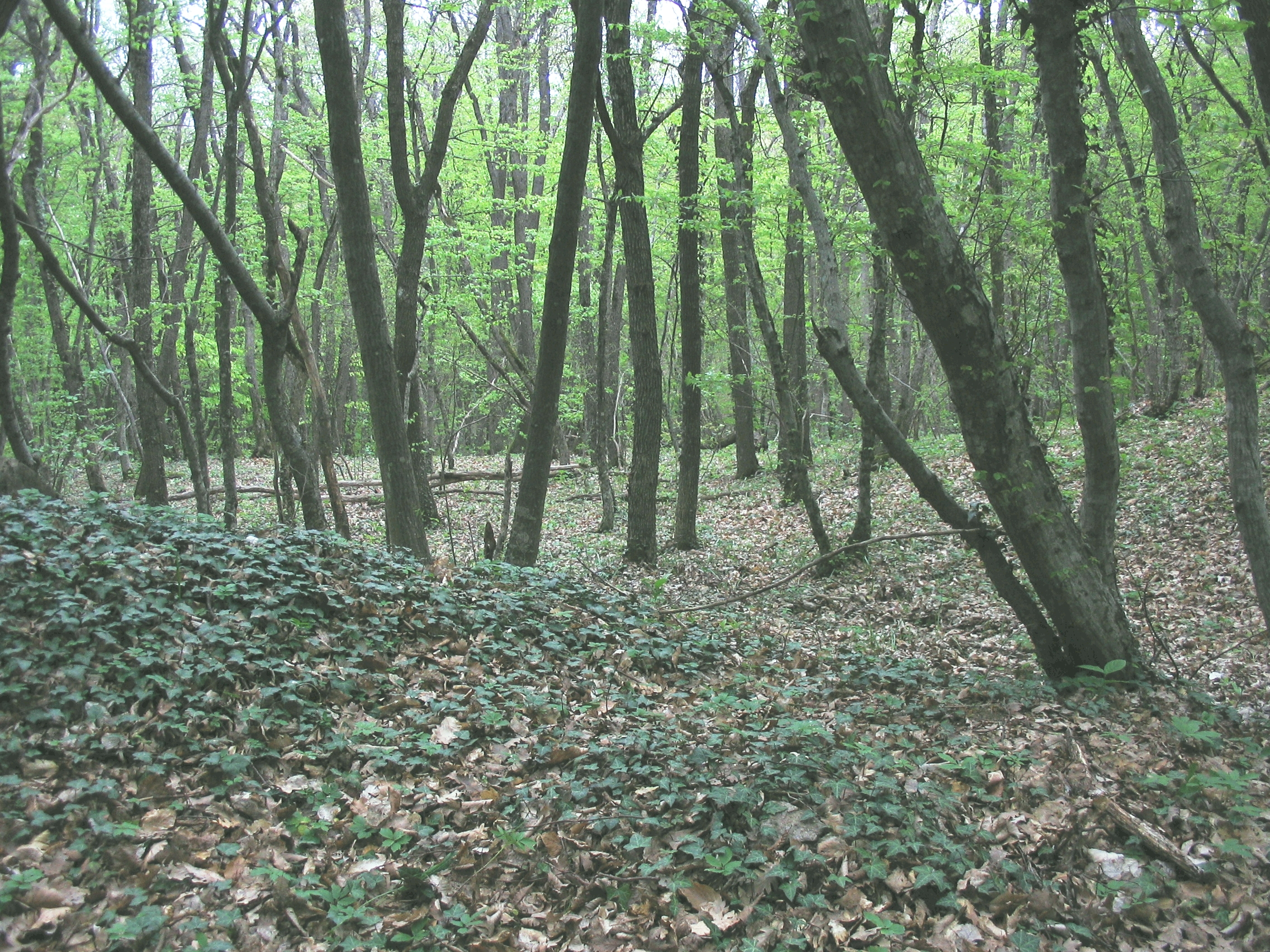
Агармиський ліс на північному схилі
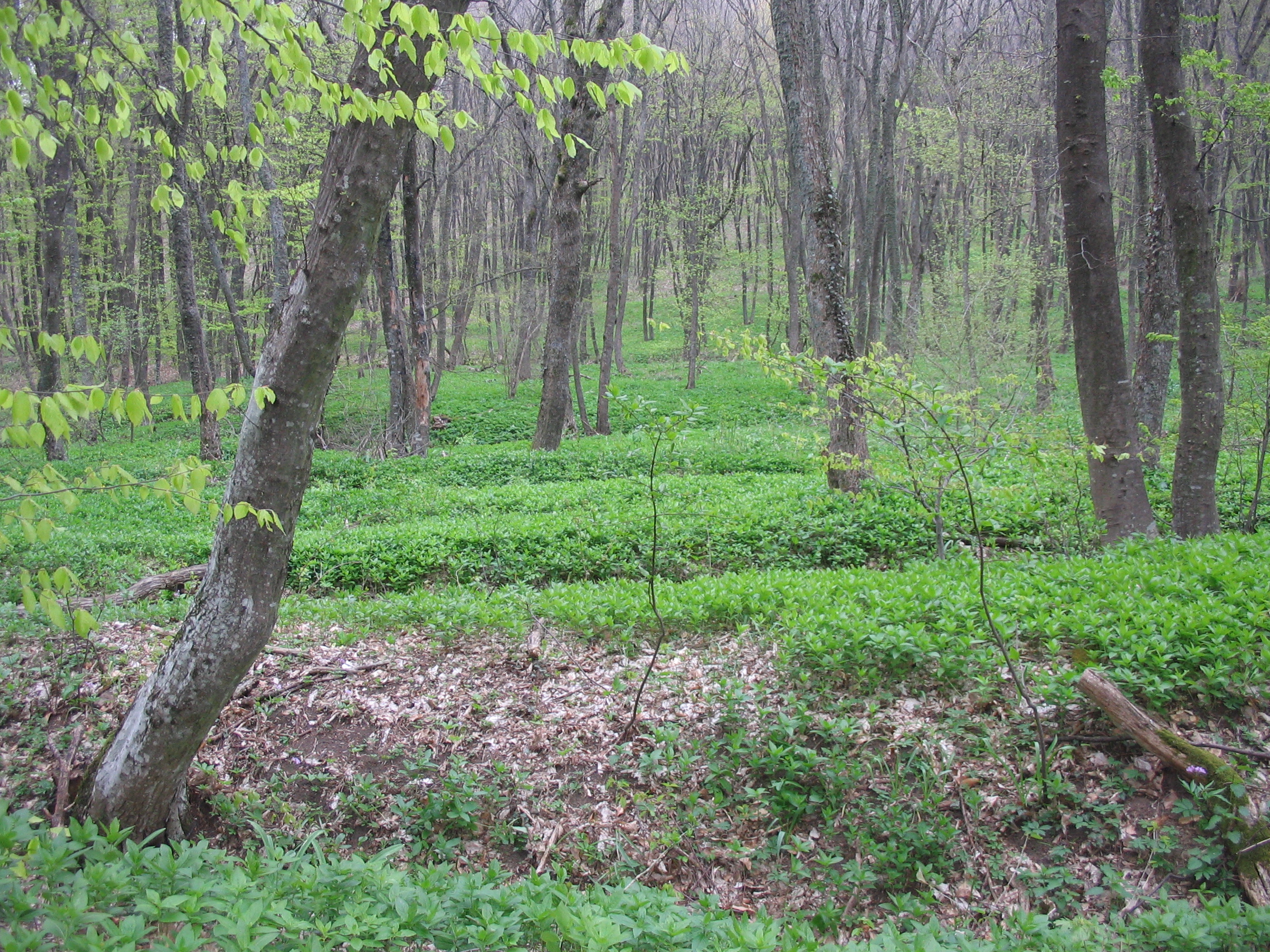
Агармиський ліс на східному схилі
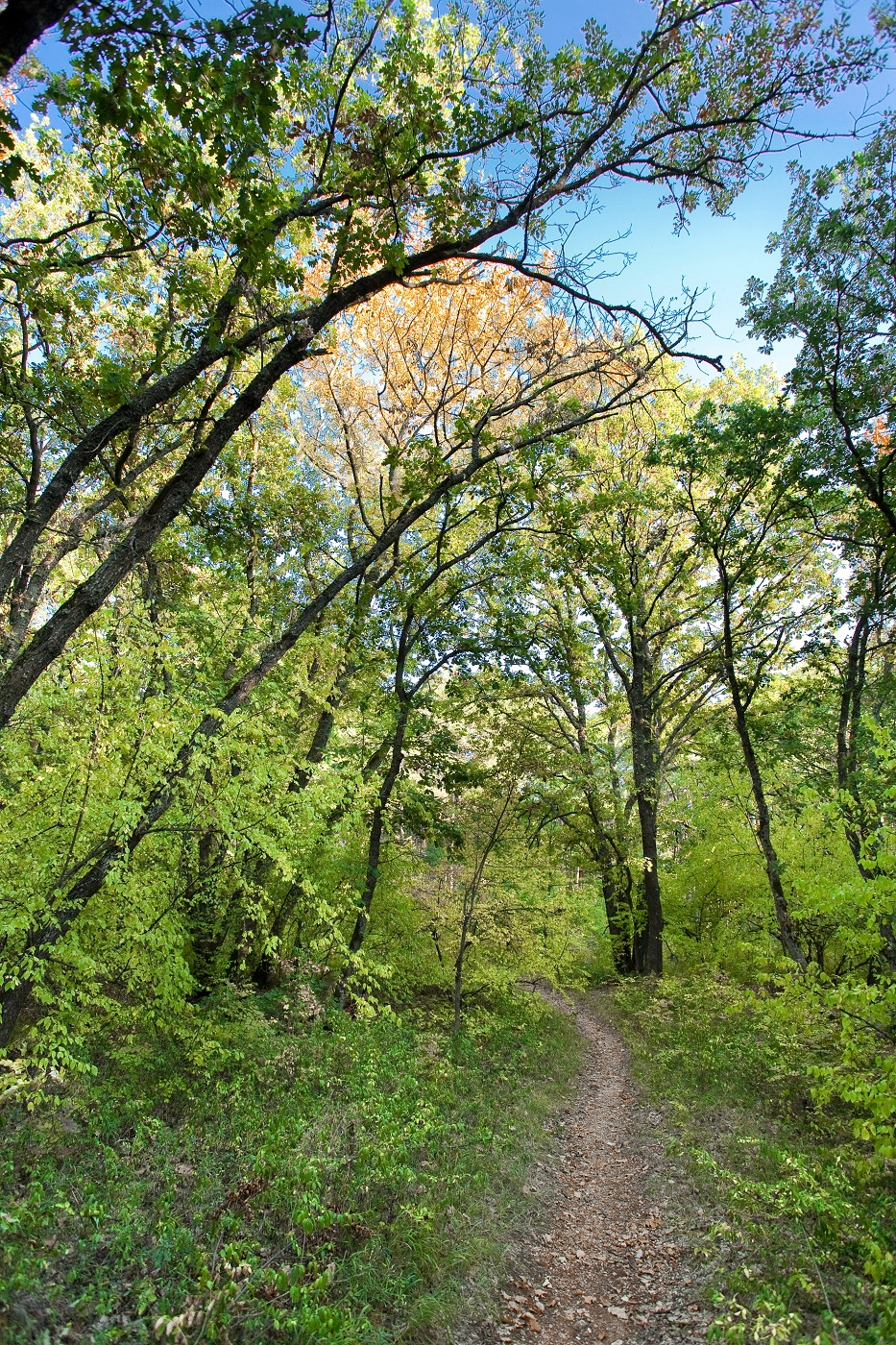
Агармишський ліс
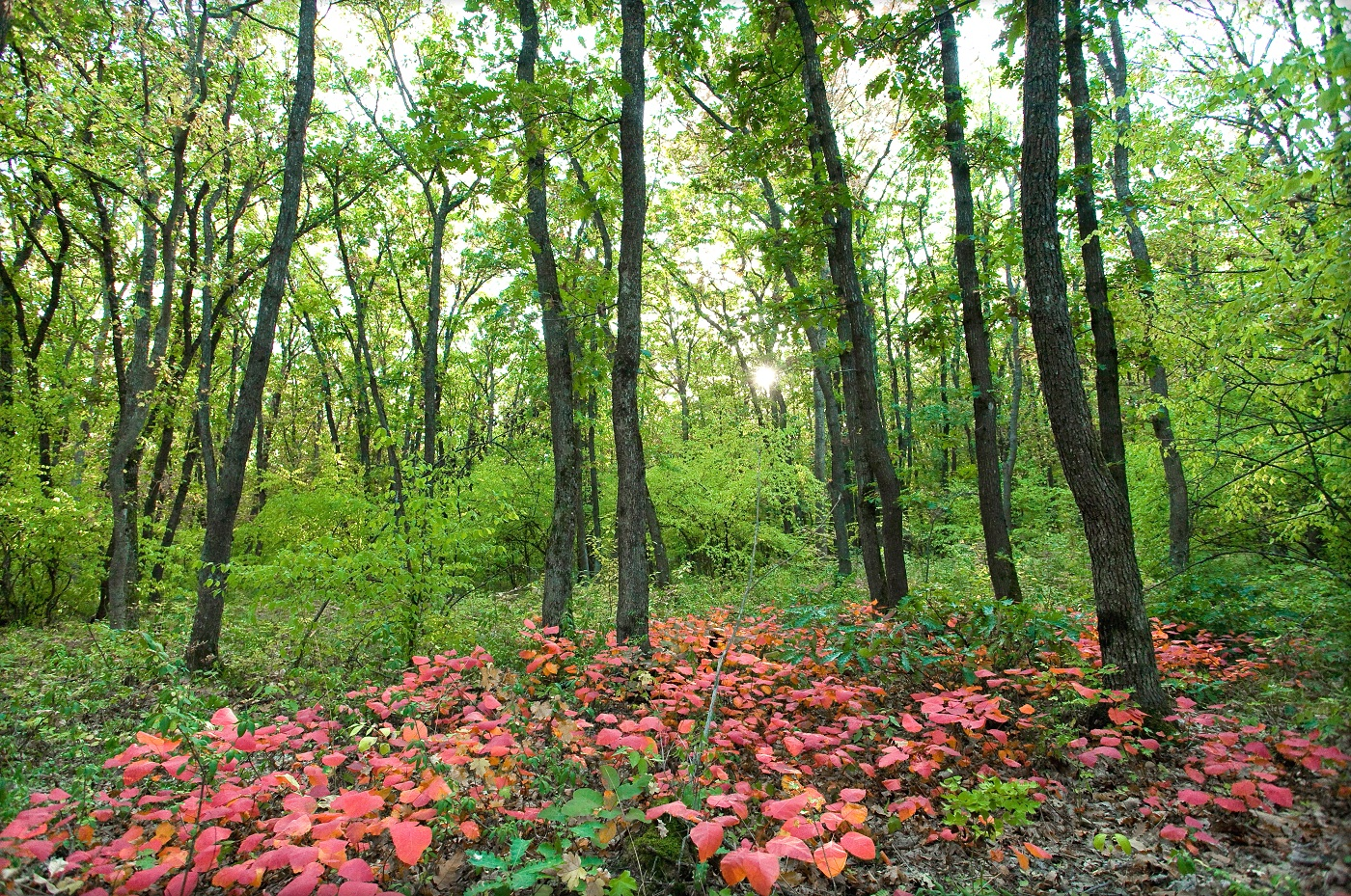
Агармишський ліс
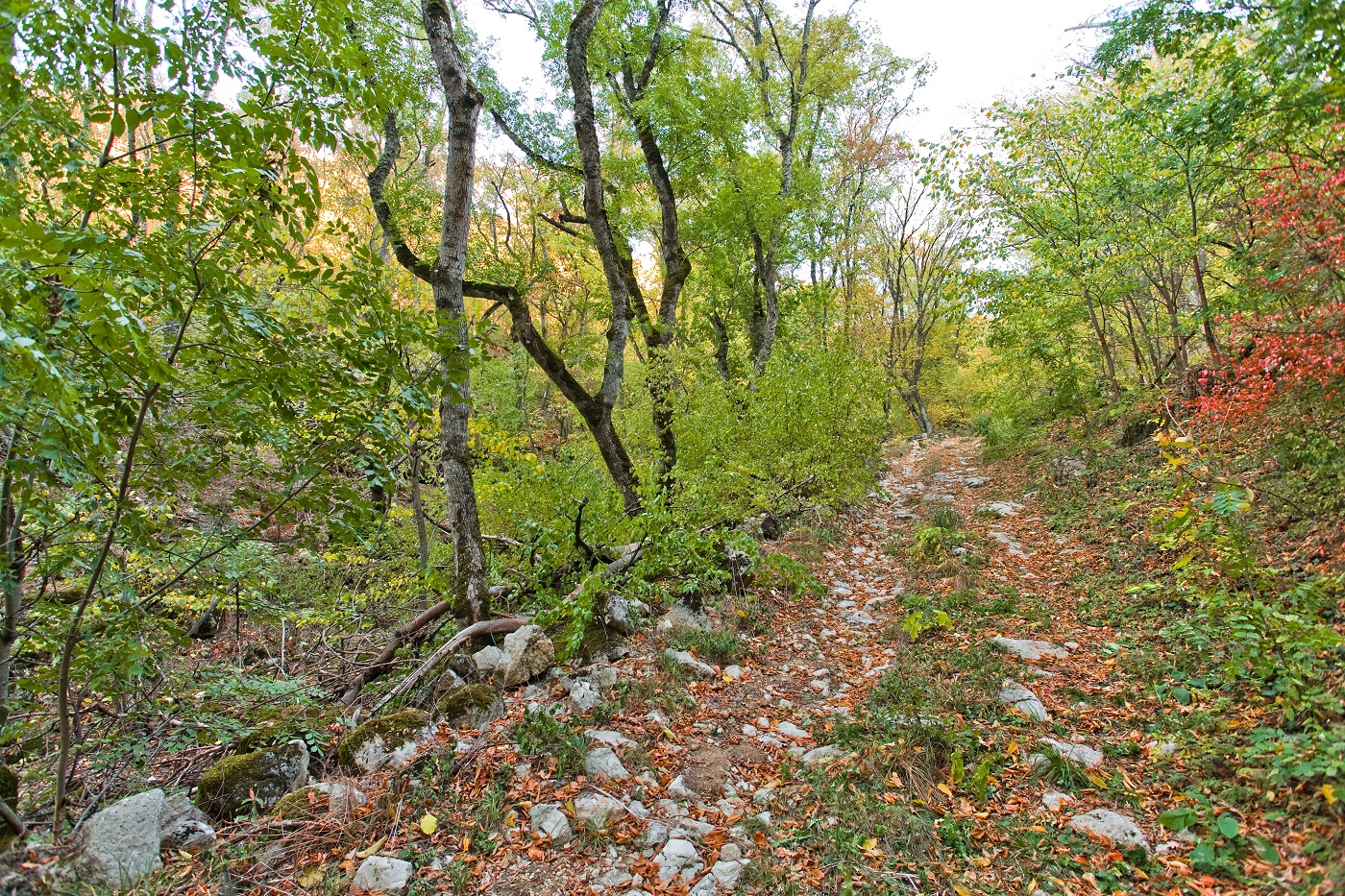
Агармишський ліс

## Червона книга Агармишу

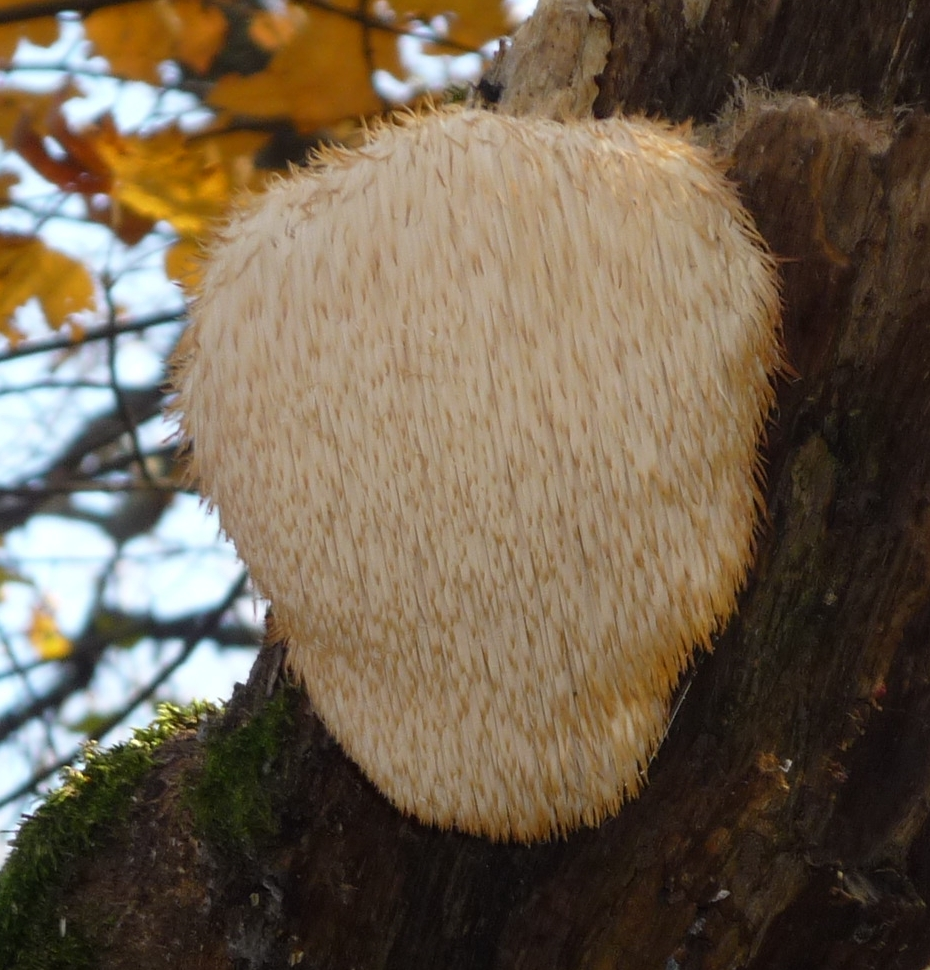
Їжовик гребінчастий